# Хуттунен, Арви Иванович
Арви Иванович Хуттунен (31 августа 1922, Шлиссельбургский уезд, Петроградская губерния — 27 августа 2020, Мурманск) — советский, российский художник, живописец, Заслуженный работник культуры Российской Федерации (2000), Заслуженный художник Российской Федерации (2007), член Союза Художников с 1973 года.

## Биография
Родился Арви Хуттунен 31 августа 1922 года в деревне Хуттусенмяки или Хуттузи Шлиссельбургского уезда в семье финнов-ингерманландцев. Позже семья будущего художника переехала в Карелию. Десятилетнюю школу окончил в 1941 году в Сортавале, откуда был эвакуирован в Олонец с началом Великой Отечественной войны. В августе 1941 года был призван в армию, был писарем при штабе 2-го отдельного понтонно-мостового батальона Ленинградского фронта. В ноябре 1941 прошёл пешком всю дорогу жизни, был ранен. После блокады лечился в госпитале в посёлке Паша. В 1942—1946 годах был репрессирован по национальному признаку и сослан в Челябинский ИТЛ, который занимался возведением Челябинского металлургического комбината, а позже в Коксохим. В лагере начал рисовать карандашные портреты. После освобождения отправился поступать в Ленинградскую академию художеств. С 1946 преподаватель черчения и рисования в школе юнг Министерства рыбной промышленности Карело-Финской ССР. В Мурманск перебрался в 1947 году, где также устроился учителем черчения. С 1949 художник окружного Дома офицеров Сортавалы. С 1950 по 1952 год работал художником в клубе. В 1957 году поступил заочно в Ленинградский институт живописи, скульптуры и архитектуры им. И. Е. Репина. В 1963 году окончил его с отличием по специальности «искусствовед», дипломная работа «Творчество карельского художника С. Х. Юнтунена». В 1950—1955 годах был художником Добровольного пожарного общества, рекламной мастерской Мурманторга. С 1956 по 1984 художник художественно-производственных мастерских художественного фонда при Мурманской организации Союза художников СССР. Член Союза художников СССР с 1973 года. Организатор и участник полярных экспедиций художников творческой группы по Северному морскому пути, пройдя от Мурманска до Ванино, в 1979—1986 годах. С 1991 года художник-консультант Мурманского социологического научно-исследовательского центра «Разум».
В 2000 году художнику присвоено звание Заслуженный работник культуры Российской Федерации. 17 ноября 2007 года за заслуги в области изобразительного искусства художнику присвоено почетное звание Заслуженный художник Российской Федерации.

## Творчество
Творчество художника посвящено в основном северной природе. Помимо тематики севера имеются работы по саамскому и русскому фольклору, политические работы. Также Арви Хуттунен выполнил проекты реконструкции Клуба моряков и Интерклуба в Мурманске; им были оформлены мурманские ресторан «Дары моря» и магазин «Полярные Зори», кировские Дом техники и Дворец бракосочетаний, ловозерского кафе «Чум» и др..
Работы хранятся в собрании Мурманского областного художественного музея, Мурманского областного краеведческого музея, Дирекции выставок Союза Художников СССР, Министерства морского флота СССР, в учреждениях и организациях Мурманска, Петрозаводска, Москвы, в частных коллекциях в России и за рубежом.

### Участие в художественных выставках
- Областные (с 1951, Мурманск);
- Региональные:
  - «Советский Север» (1964, Архангельск; 1969, Петрозаводск; 1974, Вологда; 1979, Сыктывкар)
  - «Российский Север» (1998, Киров; 2003, Вологда)
- Республиканские:
  - «Акварель» (1960, Москва)
  - «Советская Россия» (1975, Москва)
- Всесоюзные:
  - «На строже Родины» (1973, Москва)
  - «60 героических лет» (1978, Москва)
  - «Голубые дороги Родины» (1979, Москва)
  - «Художники — морякам» (1981, Баку)
- Всероссийские
  - «Россия-Х» (2004, Москва)
- Международные
  - Посвящённая 60-летию Победы (2005, Москва)
- Зарубежные:
  - Произведений мурманских художников, 1970, 1971, Финляндия, Норвегия;
- Персональные выставки:
  - В 1970, 1974, 1977, 1985, 1989, 1999, 2003, 2010[18], 2012[7][21] — в Мурманске
  - В 1991, 1992, 1994, 1995, 1996, 1997 — в Финляндии

## Семья
Женат, имеет дочь.

## Награды и звания
- Заслуженный работник культуры Российской Федерации (28 марта 2000 года) — за заслуги в области культуры и многолетнюю плодотворную работу[16][2]
- Заслуженный художник Российской Федерации (17 ноября 2007 года) — за заслуги в области изобразительного искусства[17][11]
- Почётный полярник (1982)[2]
- Медаль «За победу над Германией в Великой Отечественной войне 1941—1945 гг.»[2]
- Ветеран труда[3]
- Премия Губернатора Мурманской области за особый вклад в развитие культуры и искусства (2008)[22]

## Комментарии
1. ↑  Деревня Хуттузе[4] (Huttunen, Хуттунен[5]) относилась к Шлиссельбургскому уезду; ныне — урочище Хуттузе в Токсовском городском поселении Всеволожского района, Ленинградская область[6].